# Sarıbaba, Kürtün
Sarıbaba là một xã thuộc huyện Kürtün, tỉnh Gümüşhane, Thổ Nhĩ Kỳ. Dân số thời điểm năm 2008 là 100 người.